# Huehue Xicohténcatl

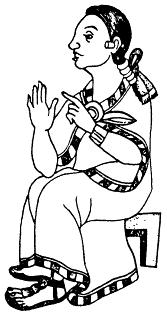
Xicotencatl de Oudere

Huehue Xicohténcatl (of Xicohténcatl de Oudere) (1425 – 1522) was de leider van Tlaxcala ten tijde van de inval van Hernán Cortés. Hij was de Spanjaarden welgezind en sloot een bondgenootschap met hen tegen de Azteken. Hij was de vader van Axayacatl Xicoténcatl (Xicoténcatl de Jongere), die een opstand leidde tegen de Spanjaarden. Zijn Spaanse doopnaam was Don Lorenzo de Vargas.

## Kort verzet tegen Cortés
Toen Cortés in 1519 aankwam in Mexico trok hij met zijn troepen het binnenland in naar de Azteekse stad Tenochtitlán. Ze staken daartoe het door de Tlaxcalteken gecontroleerde gebied over, en werden daar aangevallen door Xicoténcatl de Oudere en door zijn zoon: Xicoténcatl de Jongere. De Spanjaarden, slechts op doorreis, boden onmiddellijk vrede aan. Ze waren meer geïnteresseerd in een alliantie met de Tlaxcalteken tegen de Azteken dan in strijd tegen de Tlaxcalteken. De Tlaxcalteken waren echter niet van plan om de strijd te staken, waardoor de Spanjaarden hun vredesaanbod meermalen moesten herhalen.

## Bondgenoot van de Spanjaarden
Uiteindelijk kwam Xicoténcatl de Oudere tot de conclusie dat dat Cortés bescherming kon bieden tegen de Bloemenoorlogen die de Azteken voerden tegen hun Nahua-buurvolken met het doel om vooral zo veel mogelijk krijgsgevangenen te maken, zodat die aan de goden geofferd konden worden. Met name Tlaxcala had onder die Azteekse gewoonte te lijden. Xicoténcatl ging daarop de alliantie met Cortés aan. Hij gaf bevel om de Spanjaarden te voorzien van alles wat ze nodig hadden.
Als teken van loyaliteit huwelijkte Xicoténcatl de Oudere zijn dochter, die de doopnaam Luisa kreeg, uit aan de Spaanse kapitein Pedro de Alvarado. Zij vergezelde hem bij de verovering van Guatemala. Zijn zoon daarentegen weigerde de strijd tegen de Spanjaarden op te geven.
Xicoténcatl de Oudere leverde de Spanjaarden herhaaldelijk krijgers uit Tlaxcala. Nadat de Spanjaarden zich in Tenochtitlán hadden gevestigd en van daaruit in juli 1520 moesten vluchten tijdens de Noche Triste, bood hij hen opnieuw onderdak waardoor ze weer op krachten konden komen. Aangezien Xicoténcatl de Jongere nog steeds sterk weerstand bood, en De Oudere had gezegd geen invloed te hebben op zijn zoon, liet Cortés De Jongere in 1821 executeren.

## Na de Spaanse verovering
Xicoténcatl de Oudere liet zich dopen en nam de Spaanse naam Lorenzo de Vargas aan. Toen hij in 1522 stierf, liet hij talloze kinderen na bij meer dan vijfhonderd concubines.